# 梅塔省
梅塔省（Departamento del Meta）是哥倫比亞東南部的一個省，位於安第斯山脈東麓。東北界梅塔河（省名由此而來），東南界瓜維亞雷河。面積为85,635平方公里，2018年人口为1,016,672人，首府比亞維森西奧。
1960年7月1日設省。下設二十九個自治市。